# Den tyska ideologin
Den tyska ideologin är en bok författad av Karl Marx och Friedrich Engels i april eller maj 1846. I boken redogör Marx och Engels för den materialistiska historieuppfattningen.
De kunde inte hitta en utgivare så manuskriptet blev liggande. Marx skrev senare: "Vi överlämnade manuskriptet åt råttornas gnagande kritik och det desto hellre som vi nått vårt viktigaste syfte – att reda ut begreppen för oss själva." Boken publicerades för första gången i sin helhet 1932 av David Riazanov.
Större delen av boken innehåller kritik mot Bruno Bauer, Max Stirner, Ludwig Feuerbach och andra unghegelianer; Marx och Engels angriper särskilt den idealistiska historieuppfattningen. Den innehåller också en tidig version av Marx bas och överbyggnad och historiefilosofi, den historiska materialismen samt och kritik av arbetsfördelningen.
Ett urval av texten (kapitlet om Feuerbach) gavs ut i antologin Människans frigörelse i översättning av Sven-Eric Liedman 1965. 1995 gavs denna bok ut med en ny version av översättningen.
Ett känt citat ur boken är: "Hittills har filosoferna bara tolkat världen, vad det gäller är att förändra den."